# Сан-Паоло-Бель-Сито
Сан-Паоло-Бель-Сито (итал. San Paolo Bel Sito) — коммуна в Италии, располагается в регионе Кампания, в провинции Неаполь.
Население составляет 3468 человек (2018), плотность населения — 1167 чел./км². Занимает площадь 2,97 км². Почтовый индекс — 80030. Телефонный код — 081.
Покровителем населённого пункта считается Святой Себастьян. Праздник ежегодно празднуется 20 января.